# Veľopolie
Veľopolie (węg. Szélesmező, też Valopolya) – wieś (obec) na Słowacji położona w kraju preszowskim, w powiecie Humenné, w dolinie rzeki Laborec na północ od miasta Humenné.
Przez Wielopole przebiega linia kolejowa z Humennego do Medzilaborców – kiedyś część Pierwszej Węgiersko-Galicyjskiej Kolei Żelaznej.
Wieś Wielopole pierwszy raz wzmiankowana w 1430 roku pod węgierską nazwą Szélesmező. Do 1920 roku w granicach Królestwa Węgier.
Według danych z dnia 31 grudnia 2012, wieś zamieszkiwało 356 osób, w tym 173 kobiety i 183 mężczyzn.
W 2001 roku pod względem narodowości i przynależności etnicznej wieś zamieszkiwali wyłącznie Słowacy.
Ze względu na wyznawaną religię struktura mieszkańców kształtowała się w 2001 roku następująco:
- Katolicy rzymscy – 97,8%
- Grekokatolicy – 1,57%
- Ateiści – 0,31%
- Nie podano – 0,31%